# Дечја песма Евровизије 2020.
Дечја песма Евровизије 2020. је било 18. по реду такмичење намењено деци. Одржало се у Варшави, у Пољској, 29. новембра 2020. године, након победе Пољске на такмичењу 2019. године. Био је ово други пут да се такмичење одржи у Пољској. Такође био је ово први пут да се такмичење одржи два пута заредом у истој земљи.
12 земаља је учествовало на такмичењу. Дебитант на овом такмичењу је била Немачка, док су се Албанија, Аустралија, Велс, Италија, Ирска, Португалија и Северна Македонија повукле са такмичења због светске кризе праћене пандемијом коронавируса, а Јерменија због рата у тој држави.
Валентина Тронел је са песмом J'imagine остварила прву победу за Француску. На другом месту је завршио Казахстан, а на трећем Шпанија.

## Локација
Пољска делегација је након победе на домаћем терену 2019. изразила жељу да поново буду домаћини такмичења. Првобитно се размишљало о томе да се такмичење одржи у Кракову како Варшава није била у могућности. Међутим 16. маја 2020. године, током преноса програма Eurovision: Europe Shine a Light потврђено је како ће се такмичење 2020. године одржати у Варшави. Из епидемиолошких разлога праћених пандемијом Коронавируса, такмичење се неће одржати у арени, већ у телевизијском студију.

## Земље учеснице
Дана 8. септембра 2020. објављено је да би првобитно 13 земаља требало учествовати на такмичењу. Дебитант на такмичењу ће бити Немачка, док су Албанија, Аустралија, Велс, Ирска, Италија, Португал и Северна Македонија све одустале због светске кризе праћене пандемијом Коронавируса. Такође, ЕРУ је потврдила да из здравствених разлога, такмичари ће наступити у својим земљама, док ће се програм као и ревијални део регуларно одржати у телевизијском студију у Варшави. Касније је објављено да ће неке делегације доћи у Варшаву како би снимили свој наступ тамо да би смањили трошкове делегација. 5. новембра 2020. је објављено да се Јерменија повукла са такмичења због ратног стања у земљи, чиме је број учесника смањен на 12. Биће ово први пут после 2013. да на такмичењу наступи 12 земаља.

## Финале
| Р. бр. | Држава             | Представник         | Песма                                    | Пласман | Поени |
| ------ | ------------------ | ------------------- | ---------------------------------------- | ------- | ----- |
| 01     | Немачка KiKa       | Сузан               | "Stronger With You" (Јача са тобом)      | 12      | 66    |
| 02     | Казахстан Khabar   | Каракат Башанова    | "Forever" (Заувек)                       | 2       | 152   |
| 03     | Холандија AVROTROS | Unity               | "Best Friends" (Најбољи пријатељи)       | 4       | 132   |
| 04     | Србија RTS         | Петар Аничић        | "Heartbeat" (Откуцај срца)               | 11      | 85    |
| 05     | Белорусија BTRC    | Арина Пехтерева     | "Aliens" (Ванземаљци)                    | 5       | 130   |
| 06     | Пољска TVP         | Ала Трач            | "I'll Be Standing" (Ја ћу стајати)       | 9       | 90    |
| 07     | Грузија GPB        | Сандра Гаделија     | "You Are Not Alone" (Ниси сам)           | 6       | 111   |
| 08     | Малта PBS          | Шанел Монсињор      | "Chasing Sunsets" (Јурећи заласке Сунца) | 8       | 100   |
| 09     | Русија RTR         | Софија Фескова      | "My New Day" (Мој нови дан)              | 10      | 88    |
| 10     | Шпанија TVE        | Солеа               | "Palante" (Иди даље)                     | 3       | 133   |
| 11     | Украјина NTU       | Олександр Балабанов | "Vidkryvay" (Отвори)                     | 7       | 106   |
| 12     | Француска FRTV     | Валентина           | "J'imagine" (Ја замишљам)                | 1.      | 200   |

## Гласање
| Посебни гласови жирија и публике | Посебни гласови жирија и публике | Посебни гласови жирија и публике | Посебни гласови жирија и публике | Посебни гласови жирија и публике |
| Место                            | Жири                             | Бод.                             | Онлајн гласање                   | Бод.                             |
| -------------------------------- | -------------------------------- | -------------------------------- | -------------------------------- | -------------------------------- |
| 1.                               | Француска                        | 88                               | Француска                        | 112                              |
| 2.                               | Казахстан                        | 83                               | Шпанија                          | 73                               |
| 3.                               | Белорусија                       | 73                               | Казахстан                        | 69                               |
| 4.                               | Грузија                          | 69                               | Холандија                        | 64                               |
| 5.                               | Холандија                        | 68                               | Белорусија                       | 57                               |
| 6.                               | Шпанија                          | 60                               | Украјина                         | 54                               |
| 7.                               | Украјина                         | 52                               | Србија                           | 50                               |
| 8.                               | Малта                            | 51                               | Малта                            | 49                               |
| 9.                               | Пољска                           | 46                               | Пољска                           | 44                               |
| 10.                              | Русија                           | 44                               | Русија                           | 44                               |
| 11.                              | Србија                           | 35                               | Грузија                          | 42                               |
| 12.                              | Немачка                          | 27                               | Немачка                          | 39                               |

|          |            | Резултати (гласови стручног жирија) |           |           |        |            |        |         |       |        |         |          |           |    |    |
| Поени    | ОГ         | Њемачка                             | Казахстан | Холандија | Србија | Белорусија | Пољска | Грузија | Малта | Русија | Шпанија | Украјина | Француска |    |    |
| Учесници | Немачка    | 66                                  | 39        |           | 5      |            | 2      | 3       | 2     | 2      | 5       |          |           | 2  | 6  |
| Учесници | Казахстан  | 152                                 | 69        | 3         |        | 8          | 10     | 10      | 3     | 12     | 10      | 12       | 4         | 7  | 4  |
| Учесници | Холандија  | 132                                 | 64        | 12        | 7      |            | 4      | 5       | 8     | 6      | 6       | 2        | 10        | 5  | 3  |
| Учесници | Србија     | 85                                  | 50        |           | 3      | 4          |        | 4       |       | 5      | 2       | 3        | 1         | 1  | 12 |
| Учесници | Белорусија | 130                                 | 57        | 7         | 12     | 1          | 12     |         | 12    | 3      | 7       | 6        | 5         | 6  | 2  |
| Учесници | Пољска     | 90                                  | 44        | 2         | 6      | 5          | 8      | 2       |       | 8      | 8       | 4        | 2         |    | 1  |
| Учесници | Грузија    | 111                                 | 42        | 5         | 10     | 6          | 5      | 1       | 5     |        | 1       | 7        | 12        | 12 | 5  |
| Учесници | Малта      | 100                                 | 49        | 1         |        | 7          | 1      | 6       | 6     | 10     |         | 1        | 7         | 4  | 8  |
| Учесници | Русија     | 88                                  | 44        | 6         | 4      | 3          |        | 8       | 4     |        | 3       |          | 3         | 3  | 10 |
| Учесници | Шпанија    | 133                                 | 73        | 10        | 2      | 10         | 6      | 7       | 7     | 1      | 4       | 5        |           | 8  |    |
| Учесници | Украјина   | 106                                 | 54        | 4         | 1      | 2          | 3      |         | 10    | 7      |         | 10       | 8         |    | 7  |
| Учесници | Француска  | 200                                 | 112       | 8         | 8      | 12         | 7      | 12      | 1     | 4      | 12      | 8        | 6         | 10 |    |

## Остале земље
Земље које су одустале од учешћа:
- Азербејџан
- Албанија
- Аустралија
- Белгија
- Бугарска
- Велс
- Грчка
- Данска
- Израел
- Ирска
- Италија
- Јерменија
- Кипар
- Летонија
- Литванија
- Молдавија
- Норвешка
- Португал
- Румунија
- Сан Марино
- Северна Македонија
- Словенија
- Уједињено Краљевство
- Хрватска
- Црна Гора
- Швајцарска
- Шведска